# Europeiska finansiella stabiliseringsmekanismen
Europeiska finansiella stabiliseringsmekanismen (EFSM) är en mekanism för lån som vilar på tillgångar från finansmarknaden och garanteras av Europeiska kommissionen genom att använda Europeiska unionens budget. Mekanismen drivs under kommissionens ledning och har som syfte att bibehålla den finansiella stabiliteten i Europa genom att ge medlemsstater med finansiella problem i Europeiska unionen lån. De medlemsstater som får lån ur EFSM måste betala tillbaka pengarna med full ränta.
Kommissionens mekanism, som innefattar alla medlemsstater i unionen, innefattar upp till 60 miljarder euro. En separat mekanism, Europeiska finansiella stabiliseringsfaciliteten (EFSF), innefattar 440 miljarder euro, men omfattar endast euroområdet. EFSM har erhållit kreditbetyget AAA.
Den 7 december 2010 utfärdade Europeiska unionens råd ett genomförandebeslut om att Irland ska kunna ta del av EFSM.